# Ángel Álvarez Caballero
Ángel Álvarez Caballero (1928, Valladolid – 26. srpna 2015, Madrid) byl španělský novinář, spisovatel a hudební kritik, zabývající se stylem flamenco, který dlouhodobě pracoval pro El País (1981-2012).

## Životopis
Ve své profesní kariéře spolupracoval s nahrávacími společnostmi na vydáních nahrávek flamenca (EMI, Hispavox a další), byl hudebním poradcem Maria Camuse pro filmovou adaptaci divadelního kusu Dům Bernarda Alby (1987). Byl porotce v mnoha soutěžích:Festival del Cante de las Minas, Bienal de Flamenco de Sevilla a Festival de Jerez.

## Dílo
- Historia del cante flamenco, Alianza, 1981. (ISBN 84-206-1836-5)
- El cante flamenco, Alianza, 1994. (ISBN 84-206-9682-X)
- Arte flamenco, Orbis, 1994. (ISBN 84-402-1700-5)
- El baile flamenco, Alianza, 1998. (ISBN 84-206-4549-4)
- El toque flamenco, Alianza, 2003. (ISBN 84-206-2944-8)
- El cante flamenco, Alianza, 2004. (ISBN 84-206-4325-4)
- Tratado de la bata de cola: Matilde Coral: una vida de arte y magisterio, (spoluautoři Matilde Coral a Juan Valdes), Alianza, 2003. (ISBN 84-206-4057-3)